# As Três Marias (filme)
As Três Marias é um filme de drama brasileiro de 2002, dirigido por  Aluizio Abranches e roteirizado por Heitor Dhalia e Wilson Freire. O filme é estrelado por Marieta Severo, Júlia Lemmertz, Maria Luísa Mendonça e Luíza Mariani, e é uma tragédia Shakespeareana que se passa no sertão de Pernambuco e acompanha uma matriarca em busca de vingança pela morte do marido e seus dois filhos, ao lado de suas três filhas. Lázaro Ramos, Wagner Moura, Carlos Vereza e Tuca Andrada integram o elenco coadjuvante do filme.
As Três Marias teve sua estreia mundial no Festival Internacional de Cinema de Berlim, na Alemanha, em 10 de fevereiro de 2002, e foi lançado nos cinemas do Brasil em 2 de agosto de 2002 pela Imagem Filmes. O filme foi teve uma recepção modesta em seu lançamento, que, apesar de ter recebido elogios pelo elenco, efeitos especiais e produção, foi considerado como uma história confusa e com uma trama que não convence. Comercialmente, o filme teve um pequeno desempenho, acumulando uma bilheteria de R$ 76.819,00.
O filme passou por uma temporada de festivais e premiações com nomeações prêmios importantes. Na 4ª cerimônia de entrega do Grande Otelo pela Academia Brasileira de Cinema, em 2003, o filme recebeu quatro indicações, incluindo de Melhor Atriz para Marieta Severo e Júlia Lemmertz, e Melhor Trilha Sonora. O filme se destacou nas categorias técnicas do 9° Prêmio Guarani, com seis nomeações, incluindo a de Melhor Filme. Wagner Moura recebeu o prêmio de Melhor Ator no Cine Ceará.

## Enredo
A história de As Três Marias começa quando o líder da família Capadócio e seus dois filhos são brutalmente assassinados por membros de uma família rival. Determinada a vingar a morte de seu marido e filhos, a viúva Filomena (Marieta Severo) reúne suas três filhas, todas chamadas de Maria, e revela seu propósito, declarando: "Quero o luto, não as lágrimas... Nunca se deve nutrir uma dor sem antes alimentar o ódio". Em seguida, ela instrui cada uma de suas filhas a encontrar um assassino para encomendar a morte de seus inimigos. Cada um dos três criminosos abordados pelas moças tem uma personalidade marcante: o primeiro, Zé das Cobras (Enrique Diaz), é um homem que evita falar com mulheres e vive rodeado por cobras venenosas, inclusive sua vestimenta é feita de couro de réptil; o segundo, Cabo Tenório (Tuca Andrada), é um policial que só age conforme a lei e prefere usar facões em seu trabalho; e, por fim, o terceiro é Jesuíno Cruz (Wagner Moura), um homem com características esquizofrênicas que acredita firmemente na dualidade do ser humano, como evidenciado por uma cicatriz que divide seu rosto ao meio.

## Elenco
- Marieta Severo como Filomena Capadócio
- Júlia Lemmertz como Maria Francisca Capadócio
- Maria Luísa Mendonça como Maria Rosa Capadócio
- Luíza Mariani como Maria Pia Capadócio
- Carlos Vereza como Firmino Santos Guerra
- Enrique Diaz como Zé das Cobras
- Tuca Andrada como Cabo Tenório
- Wagner Moura como Jesuíno Cruz
- Fábio Limma como Arcanjo
- Cassiano Carneiro como José Tranquilo Santos Guerra
- Lázaro Ramos como Catrevagem
- Alexandre Borges como Bodegueiro
- Prazeres Barbosa como Adalgisa

## Lançamento
As Três Marias teve uma grande estreia mundial ao participar do renomado Festival Internacional de Cinema de Berlim, na Alemanha, em 10 de fevereiro de 2002. O filme ganhou repercussão na mídia internacional com a exibição no festival. No Brasil, teve um modesto lançamento comercial a partir de 2 de agosto de 2002 com sessões limitadas. Ainda em território nacional, participou das edições de 2002 do Cine Ceará e Cine PE. Em 11 de setembro, foi exibido no Canadá em uma mostra do Festival Internacional de Cinema de Toronto. Em 27 de janeiro de 2003, participou do Festival Internacional de Cinema de Roterdão, nos Países Baixos. Nos Estados Unidos, esteve no Festival Internacional de Cinema da Filadélfia e teve sessões nos cinemas de Nova York a partir de 30 de maio de 2003. Em 30 de janeiro de 2004, foi lançado nos cinemas do Reino Unido. O filme teve uma exibição na televisão do México em 24 de março de 2005.

## Recepção

### Bilheteria
De acordo com dados da Agência Nacional do Cinema (Ancine), As Três Marias foi distribuído com apenas 10 cópias em salas de cinemas em seu lançamento original, em 2002, sendo assistido por 13.003 espectadores. Ao todo, a renda acumulada em seu período de exibição foi de R$ 76.819,00.

### Resposta da crítica
Recebeu críticas mistas dos críticos de língua inglesa. No site de agregação de críticas Rotten Tomatoes, o filme tem uma classificação de 40% com base em 20 avaliações, com uma pontuação média de 5.4/10. No Metacritic, que atribui uma classificação normalizada de 100 com base em avaliações de críticos, o filme tem uma pontuação de 45 (indicando "críticas mistas ou médias") com base em 9 avaliações.
A estreia mundial de As Três Marias foi recebida com frieza em Berlim, em contraste com a recepção calorosa que seu filme anterior, Um Copo de Cólera, havia recebido dois anos antes na mesma cidade. Antes da exibição do filme, Aluizio Abranches expressou seu maior desejo durante toda a realização do projeto: "voltar a Berlim". No entanto, desta vez, não teve sorte. Os aplausos foram modestos, surgindo apenas quando os créditos apareceram na tela, e mantiveram-se de maneira diplomática. Metade da audiência deixou o teatro antes do debate que se seguiu à projeção, o qual contou com a presença de Marieta Severo, Júlia Lemmertz e outros envolvidos na produção. Havia uma grande expectativa em torno do filme, especialmente porque nem mesmo as atrizes principais tinham assistido ao longa. No entanto, a frieza da recepção pode ser atribuída ao problema de dramaturgia do filme.
Pablo Villaça, do website Cinema em Casa, analisou o filme As Três Marias, destacando a decisão do diretor de evitar o naturalismo excessivo. Os personagens não se comunicam de forma comum, mas sim de maneira solene e quase teatral. Por exemplo, uma das personagens diz: "Se tens coragem de matar o Azedo, quero que mate o Arcanjo da Morte". Essa escolha não confere artificialidade ao filme, mas se encaixa perfeitamente na história, que é uma verdadeira parábola. Isso é ressaltado pela trilha sonora eficiente de André Abujamra e pelo uso impactante de câmeras lentas em momentos-chave da narrativa, como na cena em que Filomena recebe a trágica notícia sobre o marido e os filhos.

## Prêmios e indicações
| Ano  | Associações                                     | Categoria                       | Recipiente(s)                    | Resultado | Ref.   |
| ---- | ----------------------------------------------- | ------------------------------- | -------------------------------- | --------- | ------ |
| 2002 | Cine PE - Festival do Audiovisual               | Melhor Som (longa ficção 35 mm) | José Louzeiro                    | Venceu    | [ 10 ] |
| 2002 | Cine Ceará - Festival Ibero-americano de Cinema | Melhor Ator                     | Wagner Moura                     | Venceu    | [ 4 ]  |
| 2003 | Grande Prêmio do Cinema Brasileiro              | Melhor Atriz                    | Marieta Severo                   | Indicada  | [ 11 ] |
| 2003 | Grande Prêmio do Cinema Brasileiro              | Melhor Atriz                    | Júlia Lemmertz                   | Indicada  | [ 11 ] |
| 2003 | Grande Prêmio do Cinema Brasileiro              | Melhor Maquiagem                | Martín Macías Trujillo           | Indicado  | [ 11 ] |
| 2003 | Grande Prêmio do Cinema Brasileiro              | Melhor Trilha Sonora            | André Abujamra                   | Indicado  | [ 11 ] |
| 2004 | Prêmio Guarani de Cinema Brasileiro             | Melhor Filme                    | As Três Marias                   | Indicado  | [ 12 ] |
| 2004 | Prêmio Guarani de Cinema Brasileiro             | Melhor Diretor                  | Aluizio Abranches                | Indicado  | [ 12 ] |
| 2004 | Prêmio Guarani de Cinema Brasileiro             | Melhor Roteiro Original         | Heitor Dhalia e Wilson Freire    | Indicado  | [ 12 ] |
| 2004 | Prêmio Guarani de Cinema Brasileiro             | Melhor Montagem                 | Aluizio Abranches e Karen Harley | Indicado  | [ 12 ] |
| 2004 | Prêmio Guarani de Cinema Brasileiro             | Melhor Maquiagem                | Martín Macías Trujillo           | Indicado  | [ 12 ] |
| 2004 | Prêmio Guarani de Cinema Brasileiro             | Melhor Efeitos Visuais          | Mauricio Couto Bevilaqua         | Indicado  | [ 12 ] |